# Petersen Automotive Museum
El Petersen Automotive Museum és un museu de l'automòbil fundat el 1994 a la ciutat de Los Angeles, Califòrnia, als Estats Units d'Amèrica, i un dels museus de l'automòbil més grans del món. Actualment es troba al Bulevard Wilshire al barri Miracle Mile de Los Angeles, davant del Museu de Cinema de Los Angeles. El museu és propietat i està gestionat per la Petersen Automotive Museum Foundation.

## Història

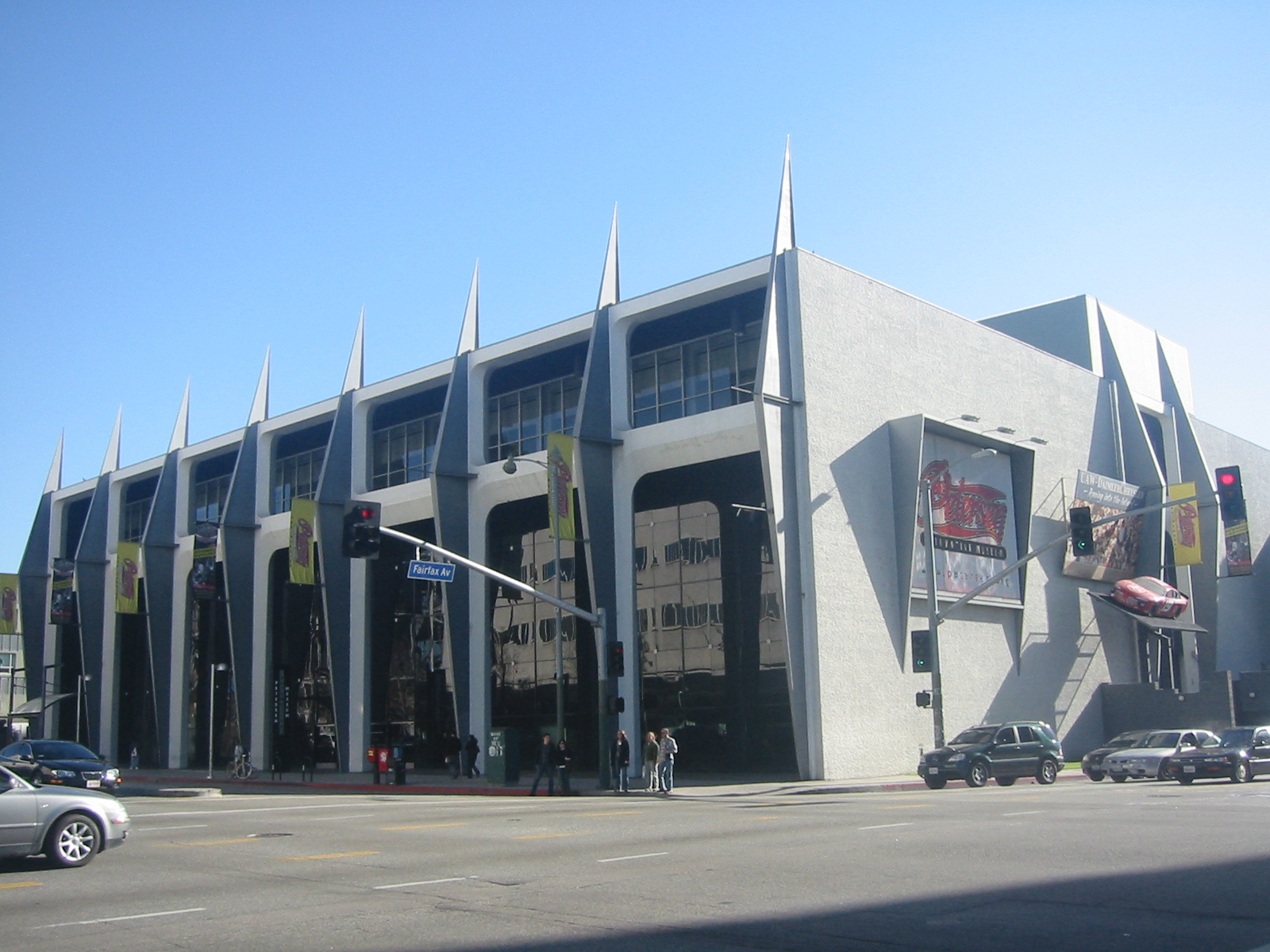
Edifici del museu el 2015 abans de la remodelació total.

Aquest museu d'història de l'automòbil va ser inaugurat l'11 de juny de 1994 per l'editor nord-americà de revistes automobilístiques Robert E. Petersen i la seva dona Margie. El museu originàriament formava part del Museu d'Història Natural del Comtat de Los Angeles, i més tard es va traslladar a l'edifici d'uns grans magatzems històrics dissenyats per l'arquitecte Welton Becket. L'edifici va a llotjar el 1962 la sucursal nord-americana dels grans magatzems japonesos Seibu, i del 1965 al 1986 hi va allotjar els grans magatzems d'Ohrbach. Sis anys després del tancament d'Ohrbach, Robert Petersen va seleccionar el lloc com un espai ideal per un museu, ja que al disposar de finestres permetia mostrar els objectes sense l'exposició perjudicial de la llum solar directa.
El 9 de març de 1997, el raper The Notorious B.I.G. va ser assassinat a l'exterior de l'edifici en un tiroteig des d'un automòbil, després d'haver assistit a la Soul Train Music Awards al museu.
El 2015, i durant catorze mesos, el museu va ser renovat completament amb un cost de 125 milions de dòlars. La façana de l'edifici va ser redissenyada pel despatx d'arquitectura Kohn Pedersen Fox, i presenta un conjunt de cinta d'acer inoxidable fet de 100 tones de cintes d'acer inoxidable en 308 seccions, 25 suports i 140.000 cargols d'acer inoxidable personalitzats. Els dissenyadors de The Scenic Route van treballar amb el planificador de museus, Matt Kirchman d'ObjectIDEA Planning and Design per configurar els espais interiors per adaptar-los a exposicions canviants. El museu remodelat es va obrir al públic el 7 de desembre de 2015.

## Col·lecció
El museu exposa una important col·lecció de més de 100 vehicles excepcionals i un total de 400, i diversos objectes, fotografies, vídeos i documents, exposats al llarg de 25 galeries temàtiques distribuïdes en tres plantes. La planta baixa se centra en l'art de l'automoció, mostrant una gran varietat d'automòbils extravagants. La segona planta està dedicada principalment a l'enginyeria industrial i una col·lecció d'exposicions interactives. La tercera planta explica la història de l'automòbil, posant èmfasi en la cultura de l'automòbil del sud de Califòrnia.
Entre molts d'altres objectes inclou alguns models únics de:
- El Volkswagen Escarabat "NASCAR Herbie" utilitzat durant el rodatge del film Herbie: Fully Loaded.
- Un model a mida real del cotxe de carreres Llamp McQueen de la sèrie de pel·lícules d'animació Cars de Disney Pixar.
- Un Chevrolet Impala de 1964 customitzat amb suspensió lowrider conegut pel nom de Gypsy Rose propietat de Jesse Valadez.[14]
- Un Ford GT40 Mk III de 1967.[15]
- Un Jaguar XKSS Roadster de 1956 que fou propietat d'Steve McQueen.[16]
- Un Batmòbil de 1992 del film El retorn de Batman.
- Un Honda S2000 de 2001 utilitzat al film 2 Fast 2 Furious.
- Un Ferrari 308 GTSi utilitzat per Tom Selleck a la sèrie televisiva Magnum, P.I.
- Un De Tomaso Pantera de 1971 que va pertànyer a Elvis Presley.[17]
- Un DeLorean DMC-12 "Time Machine" del film Retorn al futur.[18]
- Una rèplica d'un Plymouth XNR construïda per l'equip de Gotham Garage pel programa de telerealitat Car Masters: Rust to Riches.[19]
- Un Plymouth Fury utilitzat al film Christine.[20]
- Un Corwin Getaway, un cotxe compacte de motor central dissenyat pel fotògraf Cliff Hall que va debutar al Saló de l'Automòbil de Los Angeles de 1970.[21][22]
- Un Cadillac Papamòbil de 1998.[23]
- Un Mercedes-Benz 600 Landaulet de 1978 utilitzat per Saddam Hussein.[23]
- Un Mercedes-Benz 500SEL blindat de 1984 utilitzat per Ferdinand Marcos durant el seu govern.[24]

### Galeria

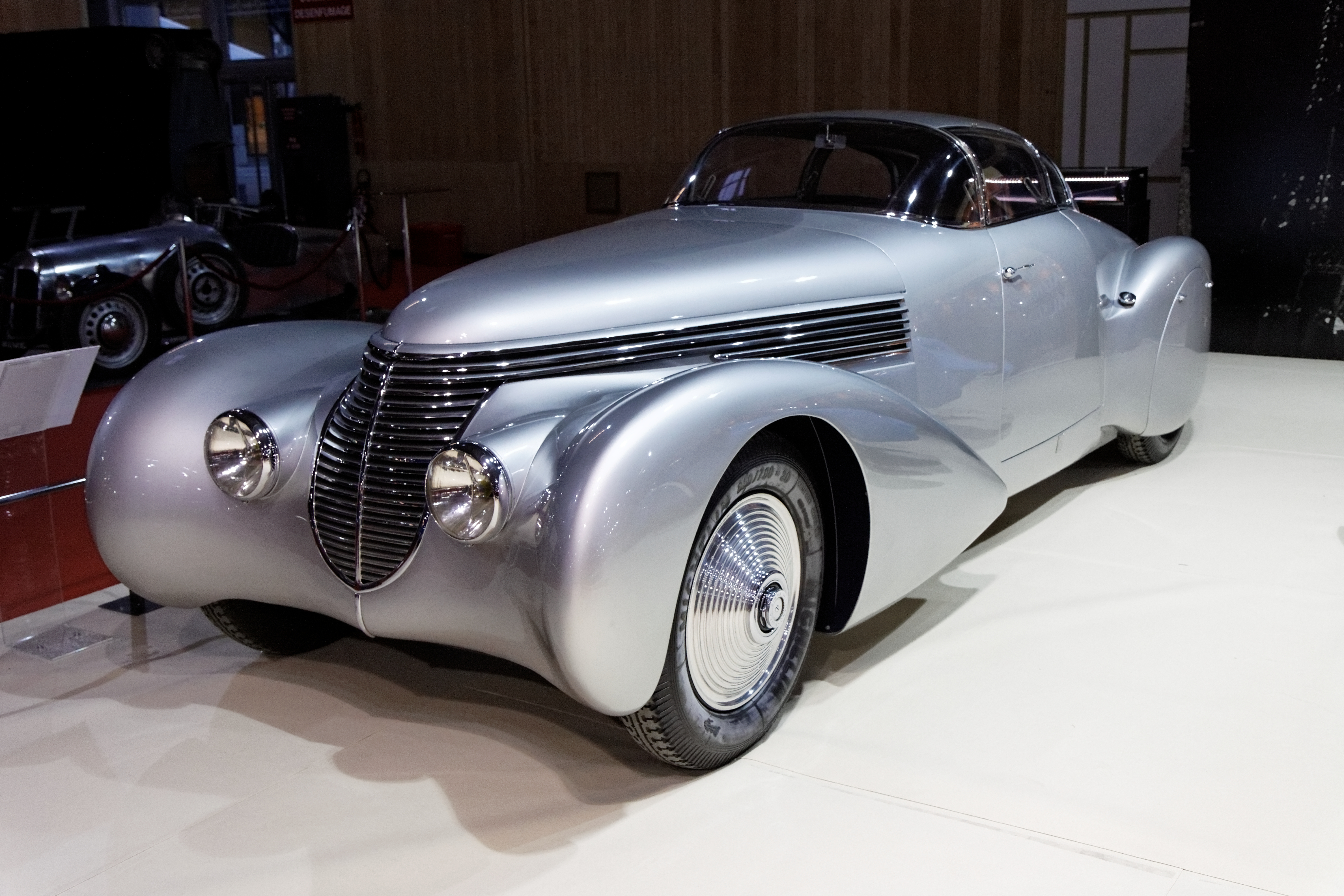
Hispano-Suiza H6 (1938)
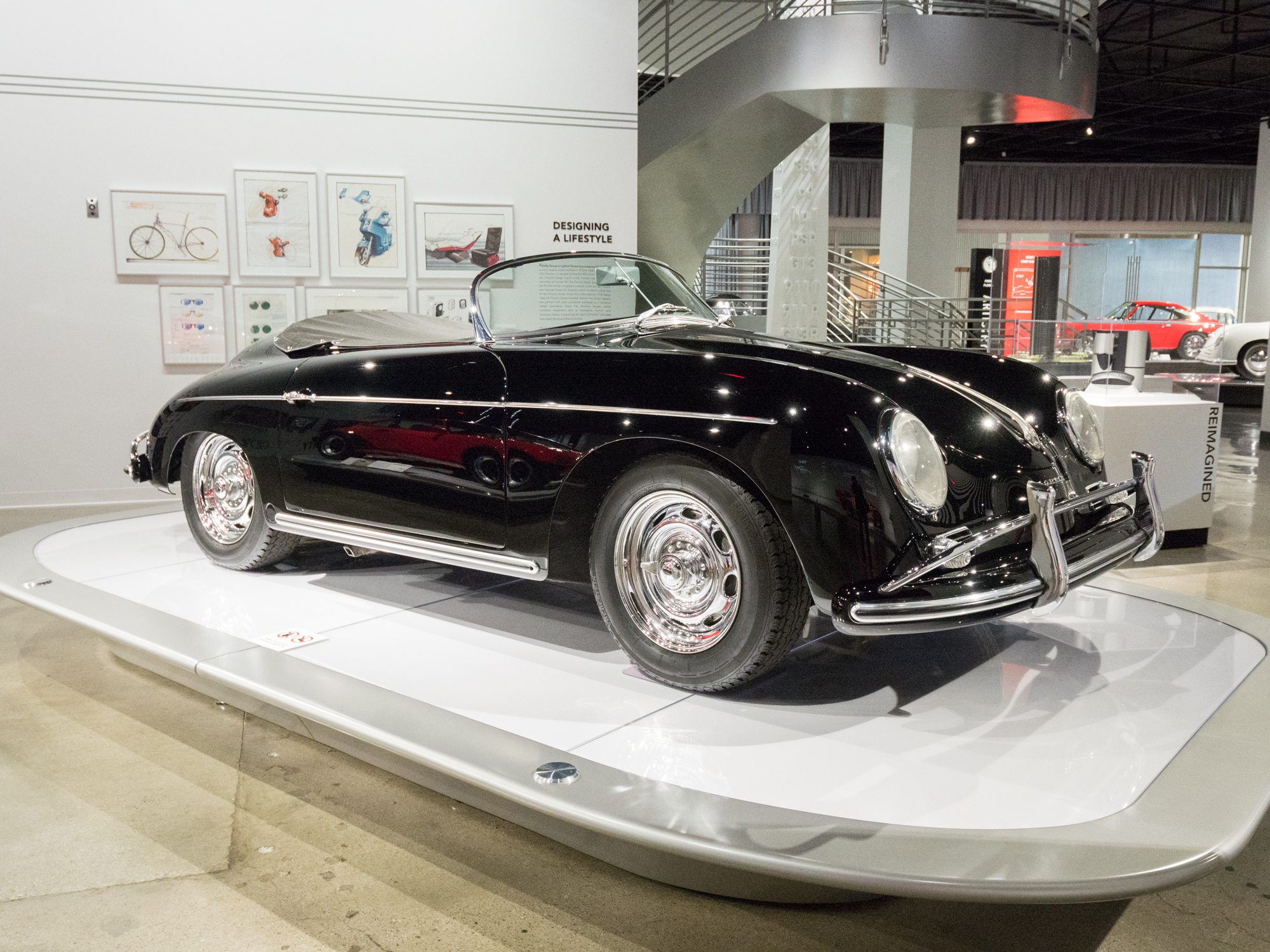
Porsche 356 (1948)
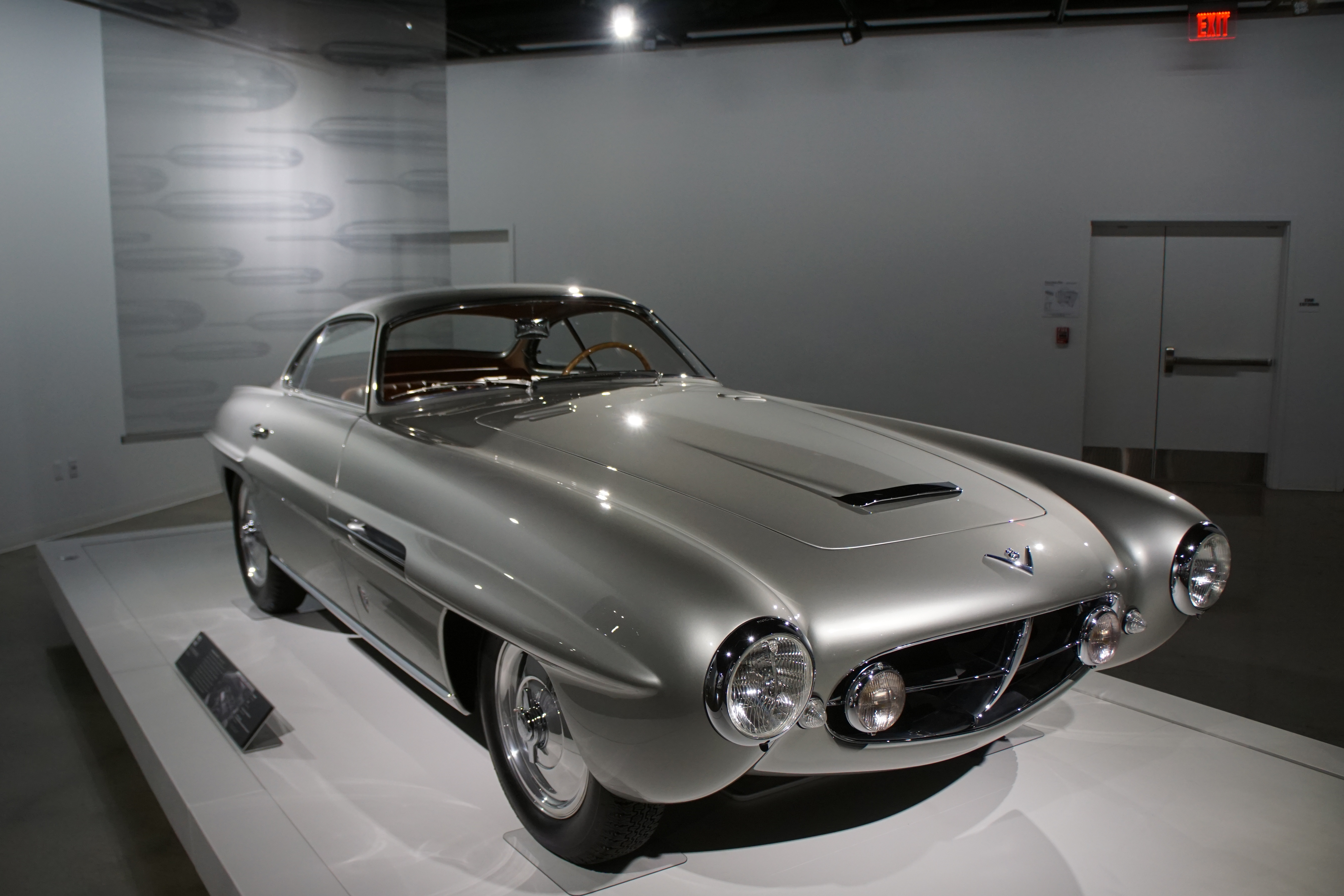
Fiat 8V Supersonic (1953)
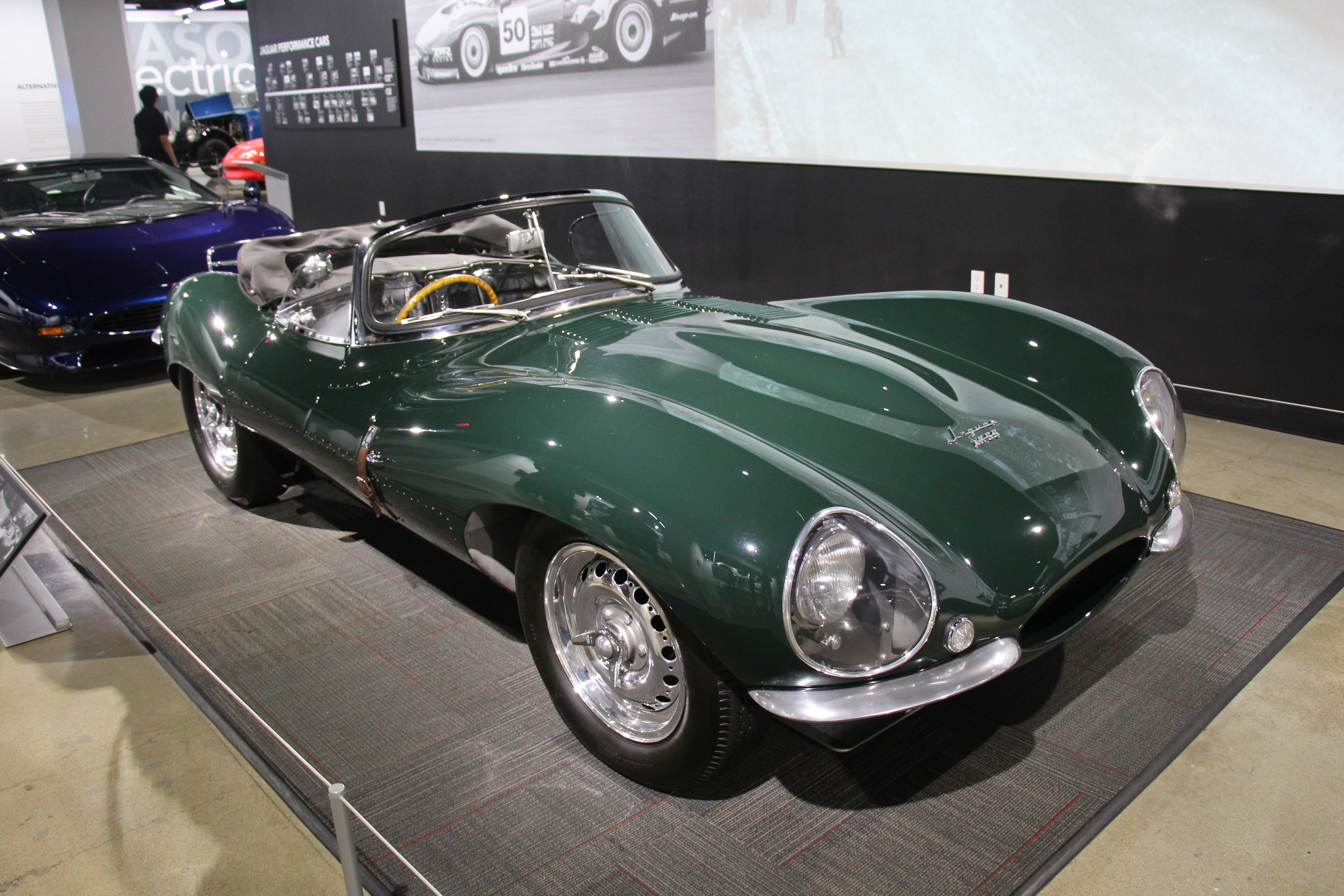
Jaguar XK SS d'Steve MccQueen (1956)
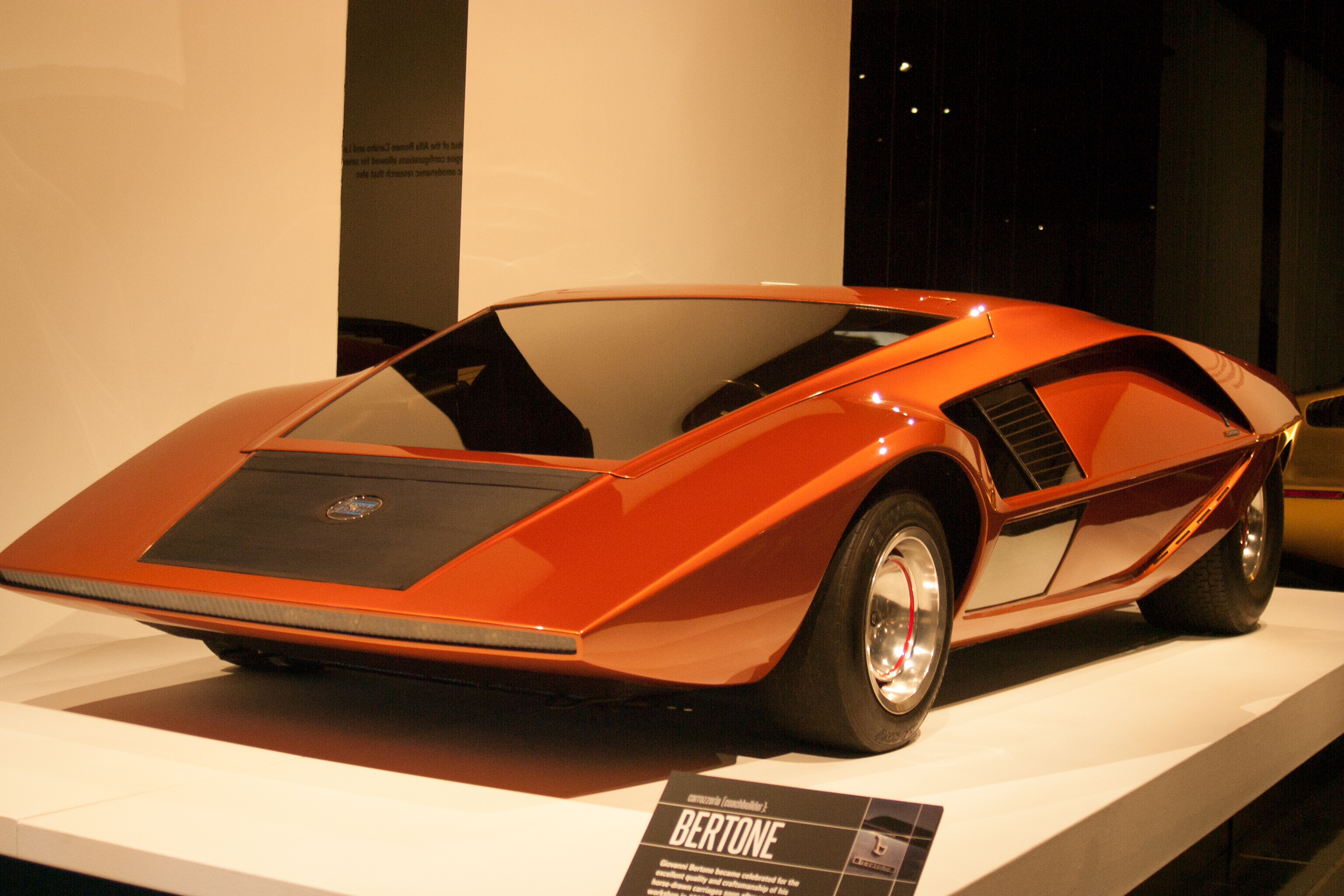
Lancia Stratos Zero (1970)
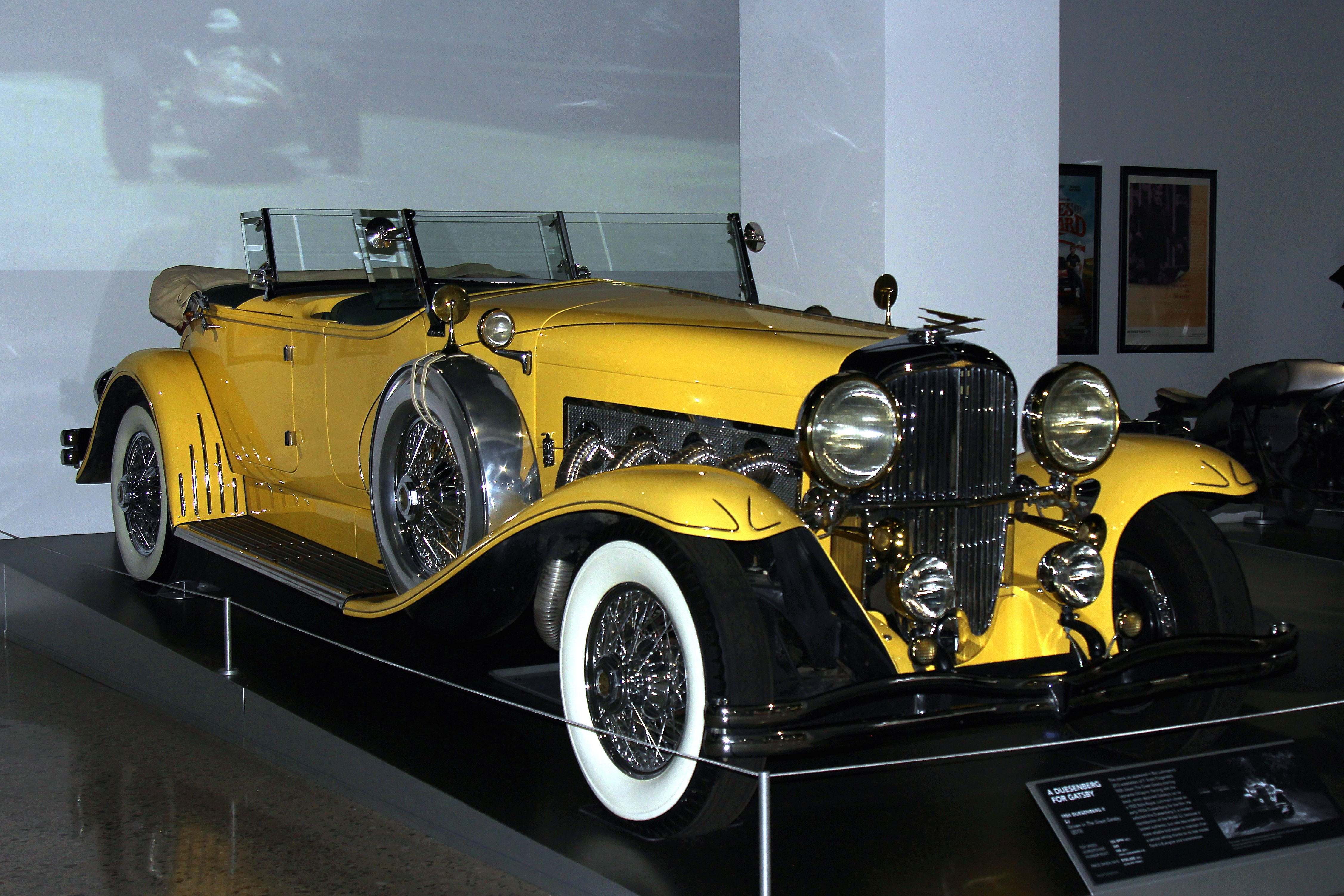
Duesenberg II Model SJ de El gran Gatsby (1984)
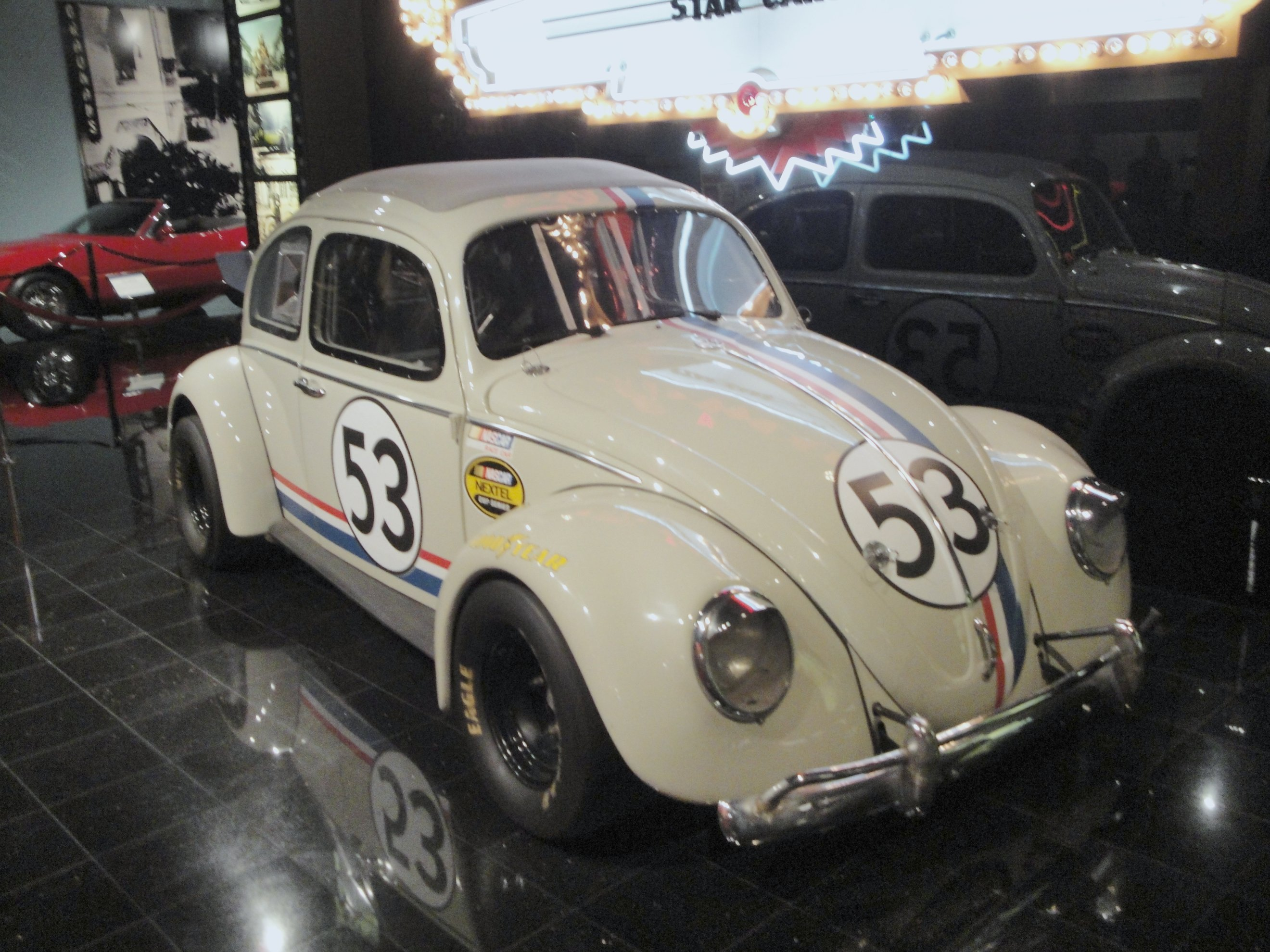
Volkswagen Escarabat Herbie 63 (1985)
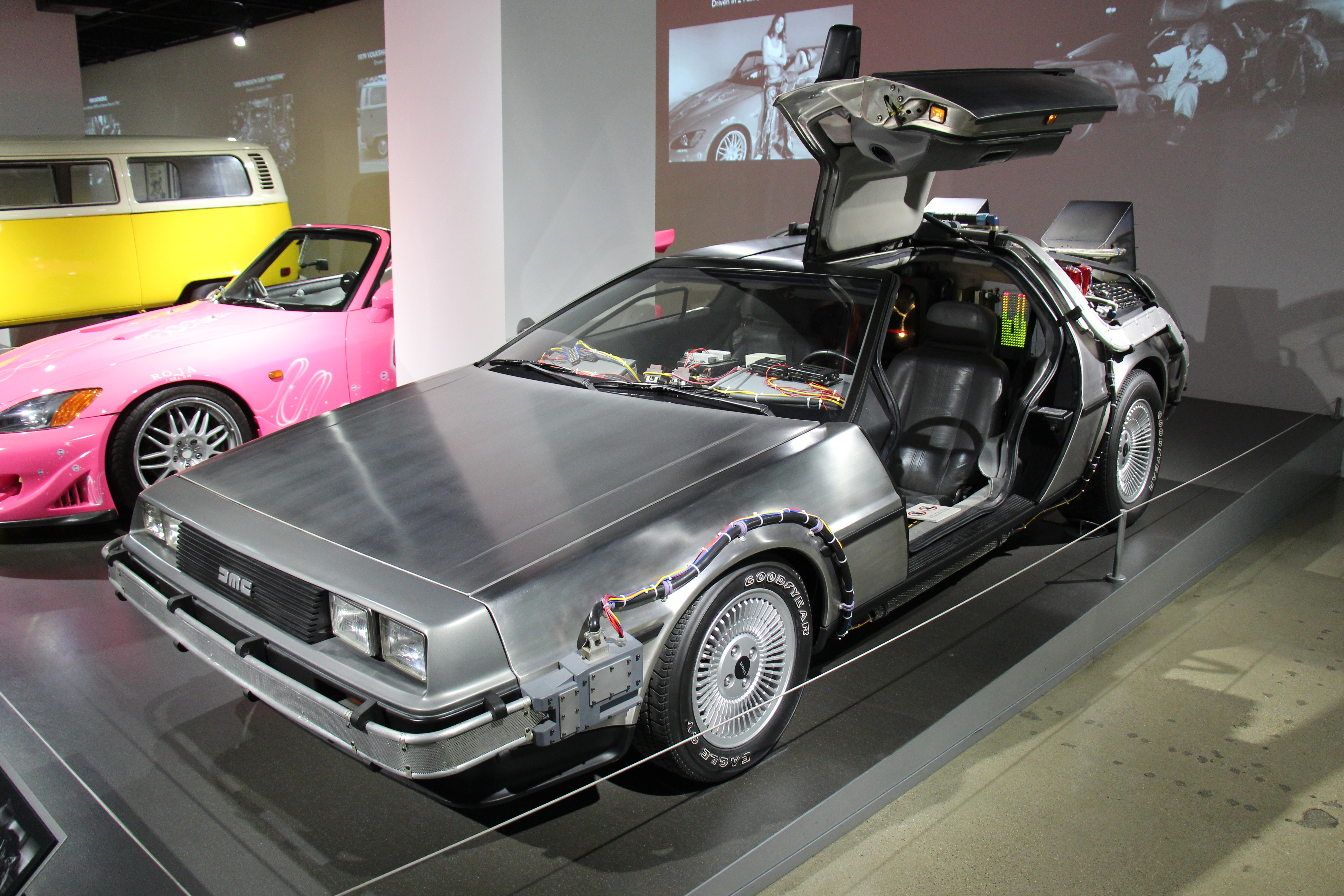
Delorean DMC-12 Time Machine (1985)
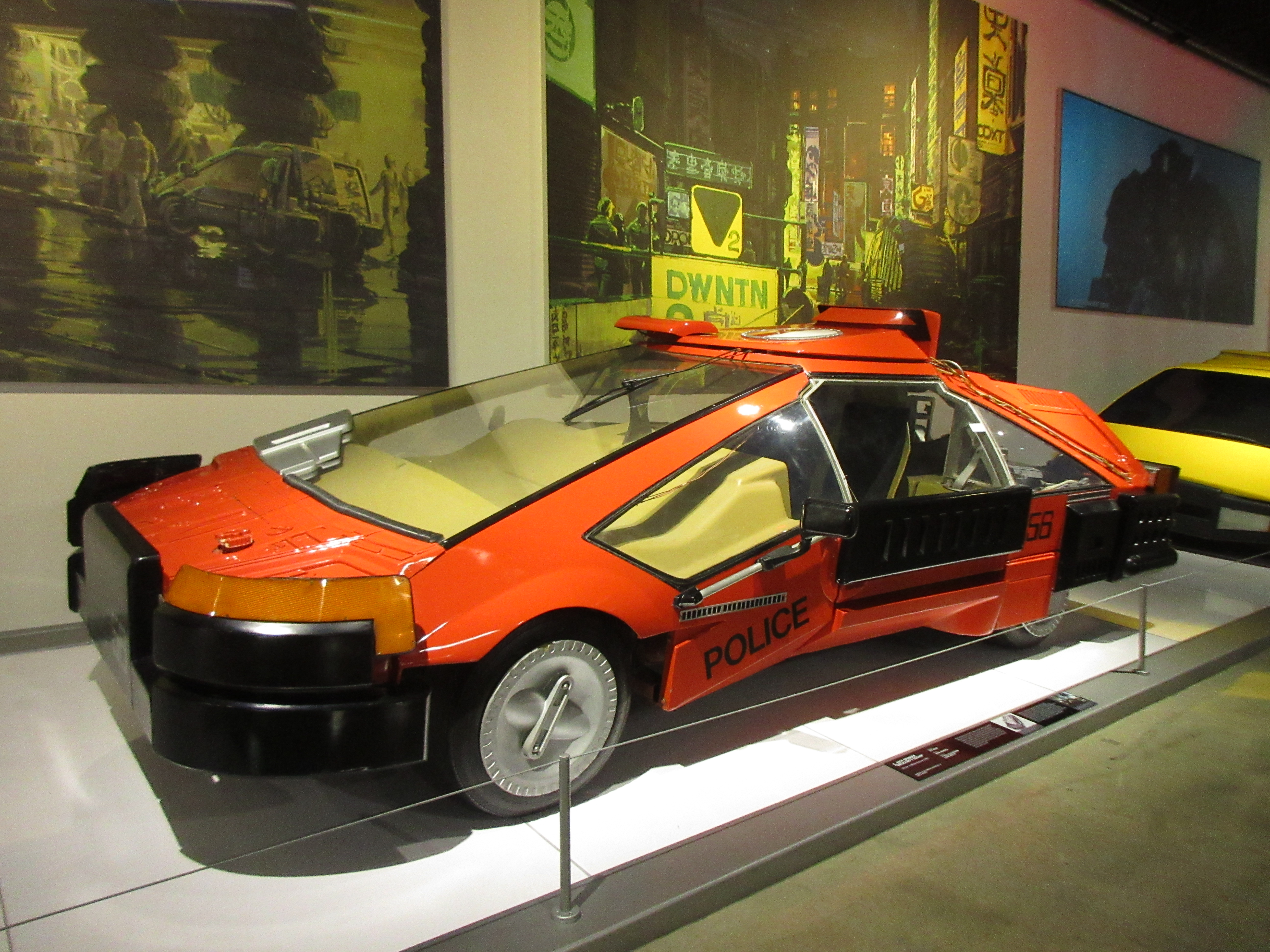
Blade Runner 2049 sedan (2017)
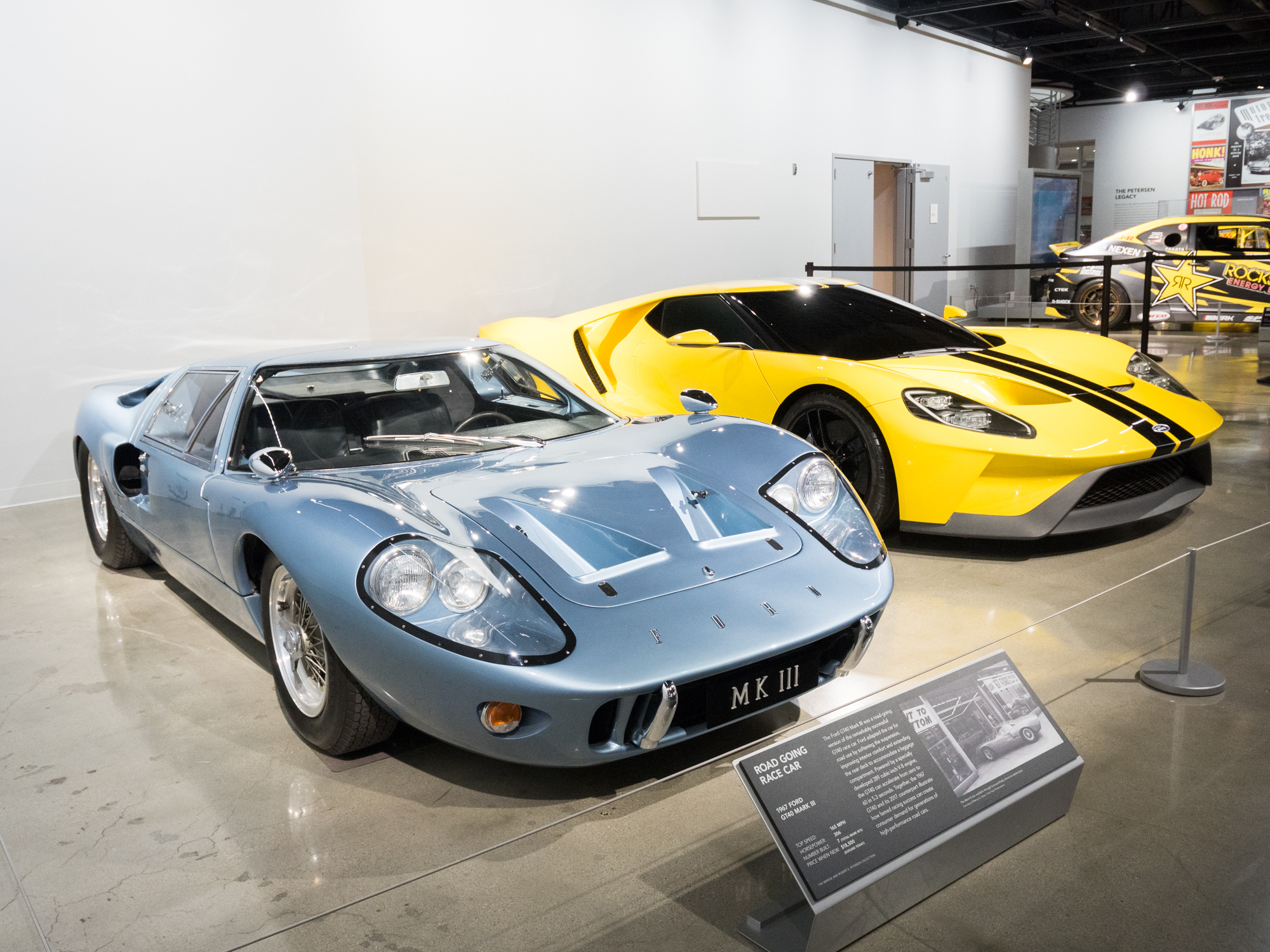
Ford GT40 et Ford GT 2a generació.

## Finançament
El museu va rebre un regal de 100 milions de dòlars de Margie Petersen i la Fundació Margie & Robert E. Petersen l'abril de 2011, així com molts dels vehicles pertanyents als Petersens, assegurant que el museu romandrà obert a perpetuïtat.